# Maartje Keuning
Pour les articles homonymes, voir Keuning.
Maartje Keuning est une joueuse néerlandaise de water-polo née le 26 avril 1998 à Schermer, en Hollande-Septentrionale. Elle a remporté avec l'équipe des Pays-Bas la médaille de bronze du tournoi féminin aux Jeux olympiques d'été de 2024, organisés à Paris.